# Ландума (язык)
Ландума (ландома, тьяпа) — один из атлантических языков (южная ветвь), распространён на северо-западе Гвинеи (в районе города Боке). Близко родственен диалектам бага и — несколько более отдалённо — языку темне. Многие носители владеют также местным региональным языком сусу (один из языков манде).
Как и в других атлантических языках, широко развита система именных классов: выделяется семь сингулярных и шесть плюральных классов, которые помимо числа выражаются также аугментативность и диминутивность. Имеется категория одушевлённости. Глагол согласуется с подлежащим по классу либо одушевлённости, также согласуются определения и показатели посессивности. В глаголе выражаются видо-временные и модальные значения (как префиксально, так и суффиксально), такие как перфектив, прогрессив, итератив, потенциалис; имеется грамматическое выражение фокуса. Распространены аналитические конструкции.
Порядок слов SVO, определяемое обычно предшествует определению.